# France 5
«Франс 5» (France 5) — 5-я программа Телевидения Франции, а также анонимное общество (до 2002 года называвшееся «Ля Сенквем» (La Cinquième — «Пятая»)) существовавшее в 1994—2010 гг. и вещавшее по нему.

## Телевещательная деятельность компании «Франс 5»
- с 13 декабря 1994 года до 2010 года вела утренние и дневные передачи по 5-й телепрограмме в 1994-2000 гг. - совместно с группой экономических интересов «Ля Септ-Арте/Ля Сенквем» (GIE La Sept-Arte/La Cinquième).

## Владельцы компании «Франс 5»
Телекомпания принадлежала:
- в 1992-2000 гг. Министерству национальной экономики Франции
- в 2000-2010 гг. государственному медиа-холдингу «Франс Телевизьон»

## Руководство компании «Франс 5»
Руководство телекомпанией «Франс 5» осуществляли:
- административный совет, назначавшийся Президентом Республики по предложению Правительства, Высшим советом аудиовизуала, Сенатом, Национальным Собранием и трудовым коллективом;
- президент с полномочиями генерального директора, в 1994-2000 гг. назначавышийся Высшим советом аудиовизуала, а с 2000 года им по должности являлся президент «Франс Телевизьон».

## Подразделения компании «Франс 5»
- Единица программ
- Цифровая единица
- Единица коммуникаций

## Активы  компании «Франс 5»
- программный телецентр по адресу: Исси-ле-Мулино, ул. Ораса Верне, 10 и 12
- доля в телекомпании «Меццо» (Mezzo)

## Финансирование телекомпании «Франс 5»
Телекомпания финансировалась Министерством экономики и финансов Франции преимущественно от средств от сбора абонемента (Redevance audiovisuelle) со всех владельцев радиоприёмников и телевизоров, в меньшей степени - за счёт продажи рекламного времени.

## Передачи

### Документальные
- «Danger dans le ciel»
- «Des trains pas comme les autres»
- «Fourchettes et sac à dos»
- «J’irai dormir chez vous»
- «Le Doc du dimanche»
- «Le Doc sauvage»
- «Les Routes de l’impossible»
- «Nus et culottés»
- «Planète des hommes»
- «Planète insolite»
- «Rendez-vous en terre inconnue»
- «Superstructures»
- «Zoo nursery»

### Журналы
- «Allô docteurs»
- «Allo Rufo»
- «C à dire ?!»
- «C à vous»
- «C dans l’air»
- «C politique»
- «C’est notre affaire»
- «Échappées belles»
- «Entrée libre»
- «La galerie France 5»
- «La maison France 5»
- «Le magazine de la santé»
- «Les Maternelles»

### Детские
- «Zouzous»